# Sfântu Gheorghe (Crevedia Mare), Giurgiu
Sfântu Gheorghe este un sat în comuna Crevedia Mare din județul Giurgiu, Muntenia, România.
 Acest articol despre o localitate din județul Giurgiu este deocamdată un ciot. Puteți ajuta Wikipedia prin completarea lui.